# INSPi
INSPi（インスピ）は、ワタナベエンターテインメント所属の6人組アカペラグループ。
日立CMソング｢日立の樹｣9代目を担当している。

## メンバー
- 杉田 篤史（すぎた あつし、1978年9月16日（46歳） - ）
  - INSPi のリーダー。
  - 1stコーラス担当。
  - 兵庫県神戸市出身。
  - 血液型はA型。
  - 愛称はスギちゃん、ロマンチックリーダー。
  - 特技は県庁所在地早答え。
  - 大阪大学経済学部卒業。
  - 2015年、一般女性と結婚[1]
  - 2019年2月「株式会社hamo-labo」を設立し、代表取締役を務める。アカペラを使ったワークショップの他、企業研修や講演の企画・運営などを行う。[2]
  - 西日本豪雨をきっかけに神奈川県逗子市、愛媛県西予市野村町と2拠点生活を送っている。
  - 愛媛大学社会共創学部・客員研究員。
- 北 剛彦（きた たけひこ、1979年2月10日（46歳） - ）
  - 4thコーラス担当。
  - 静岡県磐田市出身。
  - 血液型はA型。
  - 愛称は北くん、キタちゃん、ハッピーダンサー。
  - 特技はマシュマロキャッチ（キャッチャー）。
  - 2009年1月1日に一児の父になる。
- 大倉 智之（おおくら ともゆき、1978年7月3日（47歳） - ）
  - 2ndコーラス担当。
  - 兵庫県西宮市出身。
  - 血液型はO型。
  - 愛称はガッツ大倉、ミスターええ奴、ミスターマメ男。ミスターおかん。
  - 特技は紙切り。2008年9月インドネシア語検定取得。
  - Love Diaryのメンバー
  - 2012年2月15日、結婚を発表[3]
- 奥村 伸二（おくむら しんじ、1979年9月21日（45歳） - ）
  - 3rdコーラス担当。
  - 京都府京都市左京区出身。
  - 血液型はO型。
  - 愛称はシンジ、シンちゃん、リトルバード、小鳥ちゃん。
  - 特技はマシュマロキャッチ（ピッチャー）。
  - 国立奈良工業高等専門学校出身。
  - 2020年3月、管理栄養士の国家資格を取得。[4]
- 渡邉 崇文（わたなべ たかふみ、1980年6月13日（45歳） - ）
  - ボイスパーカッション担当。
  - 静岡県富士市出身。
  - 血液型はB型。
  - 愛称はタカフミ、クレイジーボイスパーカッショニスト。
  - 苗字の「邉」の字は、しんにょうの点が一つのもの。
  - 特技はバク転。
  - 2019年4月5日、一般女性との結婚を発表。[5]
  - 2021年6月8日、生配信の番組で第一子である長女の誕生を発表。
- 吉田 圭介（よしだ けいすけ、1982年12月29日（42歳） - ）
  - ベースボーカル担当。2007年4月3日付けで加入。
  - 東京都出身。
  - 血液型はA型。
  - 身長185cm、体重60kg
  - 愛称はケースケ、期待の大型新人、負けを知らない男。
  - 特技はヌンチャク、かかと落とし、ホーミー。
  - 早稲田大学アカペラサークル出身で、RAG FAIR荒井健一の後輩だった。
  - Little Glee Monster、SOLIDEMO、COLOR CREATION等のコーラス・ディレクター。
  - 2020年12月29日、一般女性との結婚を発表[6]
  - 2021年6月1日、第一子である長女の誕生を発表。[7] 併せて、メンバーの大倉・渡邊の子供の誕生日も、同じく6月1日であることが明かされる。[8]

### 元メンバー
- 塚田 陽（つかた あきら、1978年7月27日（46歳） - ）
  - ベースボーカル担当。2006年12月24日付けで脱退。
  - 石川県加賀市片山津温泉出身。
  - 血液型はAB型。
  - 愛称はツカちゃん、クール・バット・ホット。
- 岡田 健次良(おかだ けんじろう、1978年12月8日（46歳） - )
  - 1997年秋に脱退。[9]
  - 2004年よりルースフォンチとしてソロ活動を開始。ルースフォンチとはポルトガル語で光(luz)と泉(fonte)。SOUL、R&B、JAZZをルーツにしながらも、ポップスの中にやわらかな空気感を出せればというのが起源。[10]
  - バークリー音楽院の留学、NYハーレムでのクワイヤ参加、BlueNote大阪単独公演、Sony ３万人オーディションのファイナリストなどの経験を経たのち、2007年よりボーカルグループ「Unlimited tone（アンリミテッドトーン)」のメンバー＜ルース＞として、全国で活動するとともに、Superfly、西野カナ、CHARAのツアーにサポートメンバーとして参加。[11]
  - 現在、音楽事業を展開するGiraffe music代表、大阪音楽大学・大阪音楽大学短期大学部ポピュラー講師[12]などを務めている。

## 来歴
大阪大学のアカペラサークルinspiritual voices出身。
1997年、INSPiの原型となる「inspiritual voices」が4人で結成される。このときの初期メンバーには杉田、塚田がいる。1998年、バンド名を「INSPi」に変更。
関西アカペラ界では、「オリジナル曲中心のライブをするバンド」として、注目を集めた。多くのアカペラバンドはカバー曲をレパートリーの中心としているが、INSPiはオリジナル曲を歌うことにこだわり、杉田を中心にメンバーそれぞれが作詞・作曲・編曲を行う。ライブの約7割は、オリジナル曲で構成。
フジテレビ『力の限りゴーゴゴー!!』のコーナー「ハモネプ」へ出演したのをきっかけに2001年12月19日にシングル「Cicada's Love Song」でデビュー。このときのメンバーは杉田、大倉、北、塚田の4人。同日、RAG FAIRと共にZEPP TOKYOでデビュー記念ライブを行う。この2グループはデビュー日も事務所も同じである。
2002年春、RAG FAIRと共に初の全国ツアー「月に願ってフリフリでツアー」開催。全6公演で8000人を動員。このツアーにサポートで参加した奥村伸二と渡邉崇文がツアー終了後に正式メンバーとして加入し、6人編成になる。
（ただし、渡邉はハモネプ出演時やデビュー記念ライブもサポートメンバーとして出演している。また、ハモネプ出演の際は岡田健次良もメンバーだったが、他の音楽活動が忙しくなり、INSPiデビュー前に脱退し、上記のように、現在はLuz fonteとしてソロ活動中）
夏にはRAG FAIR、INSPi、チン☆パラの3組合同での全国ツアー「うたまつり」を敢行。アカペラで野外フェス形式のライブは画期的であった。全5公演で3万人を動員。11月には同じ3組でクリスマス・コンピレーションアルバム「X'mas Party!」発売。
2003年1月の新春かくし芸大会の応援合戦に西軍の応援として参加。東軍はRAG FAIRであった。
2003年5月、長渕剛のシングル「しあわせになろうよ」にコーラスとして参加。この際にバックコーラスとしてテレビ朝日系の音楽番組『ミュージックステーション』に出演した。7月、長渕とINSPiリーダー杉田による共作「翼〜つばさ〜」を発売。
長渕以外にもさまざまなミュージシャンと親交があり、THE BOOMのカバー「風になりたい」を3rdシングルとしてリリースしたつながりで宮沢とも交流がある。
2002年6月から行っている「INSPi Cafe」と題したライブでは毎回ゲストを呼ぶスタイルが基本だったため、TRICERATOPSの和田、0930（オクサマ）、中西圭三など複数のミュージシャンと親交がある。
2004年からインディーズに拠点を置く。「この星の子守唄」をリリースしたインディーズレーベル、pure musicは所属事務所の系列である。インディーズに活動拠点を移してからも、ライブやカバーアルバムリリースなど精力的に活動を続ける。ミニアルバム『インスピ浪漫』およびライブショー「INSPi浪漫2004秋」では、懐かしさと和をテーマを掲げた。
2004年10月から、JFN系『コスモアースコンシャスアクト ずっと地球で暮らそう。』のサウンドステッカーを担当。番組ホームページで聴く事が出来る。
2005年2月から、日立製作所を中心に構成した日立グループのシンボルCM「日立の樹」の9代目のBGMで「この木なんの木」の彼らによるアカペラアレンジバージョンが使われている。同月、初の海外ツアーとして、インドネシアのジャカルタ・マカッサル・ジョグジャカルタでライブなどを行う。現地は前年末のスマトラ島沖地震の爪あとが大きく残っており開催が危ぶまれたが、現地の人々を少しでも励ますことができればというメンバーの意向と現地スタッフの協力もあって実現した。その際にメンバーが受けた感動や衝撃は、5月にLIVEショー「INSPi浪漫2」として、ステージで表現された。
8月10日、pure music presents「鷹男」イベントが初開催される。所属事務所であるワタナベエンターテインメントのミュージシャン、お笑い芸人が総出演した。参加ミュージシャンはINSPi、ズボンドズボン、より子、ビアンコネロ、甲斐名都。INSPiはトリを勤めた。RAG FAIRはレコード会社がTOY'S FACTORYとなるため参加していない（ただし、ズボンドズボンの土屋礼央はRAG FAIRのメンバーでもある）。
2006年6月より、全国ストリートライブの旅と称して、メンバー自らがワゴン車を運転して全国をまわる。さすがに北海道は飛行機だったが、福岡まではワゴン車で到達した。ストリートライブをしながら、11月の渋谷公会堂ライブのチケットを手売りする。
11月1日東芝EMIより移籍第一弾シングル「粉雪／雨音にきみを想う」（両A面シングル）をリリース。「雨音にきみを想う」は同タイトルの台湾映画（主演ディラン・クォ）のイメージソング。11月5日には初の渋谷公会堂ワンマンライブを行った。
2006年12月22日および24日の2日間、RAG FAIRと共にディナーショー開催をもってベースボーカルの塚田陽が脱退。塚田はINSPiの創設メンバーの一人であったが、結婚を機に「自分自身の人生を見つめなおし、音楽活動に終止符を打つ」事となった後、2007年3月に行われたツアーでは暫定的にヘルプとしてRAG FAIRのベースボーカル・加納孝政が参加した。
2007年4月3日、オーディションにより選ばれた新ベースボーカル・吉田圭介が加入。2007年4月14日のFCイベント旅行のライブにて初披露された。
2007年11月14日、アルバム『この歌だれの歌氣になる歌』リリース。ジャケットはスピリチュアルカウンセラー江原啓之が書いた。
2008年5月より、ファンクラブ限定ネットラジオ「オフスピラジオ」開始。
2008年6月26日、北剛彦が結婚。
2008年11月 クリスマスカバーアルバム『A Cappella X'mas』ローソン端末Loppi限定で発売。
2009年7月4日 アルバム『インスピ特薦盤』を発売。
2009年7月31日、ファンクラブ5周年、RAG FAIRと共にディナーショー以来の合同イベント“FeiCR うたまつり09”（別名：杉田祭り）が東京ドームシティ Gロッソにて開催。ここで、LoveDiary・BROAD6結成。
2009年10月より、INSPiレギュラーミュージカルラジオCROSS FMにて「INSPiレディオ☆プラザ」放送開始
2010年3月、大倉がRAG FAIRの引地洋輔とともに活動、LoveDiaryがデビューライブを吉祥寺スターパインズで行う
同月、奥村・杉田・吉田・北がRAG FAIRの荒井・加藤とともにBROAD6としてデビューライブを行う。
同月21日 9枚目のシングル「さくら咲く／ありがとうのこと」リリース
7月 阿久悠トリビュートアルバム『歌鬼3』の「5番街のマリーへ」とRAG FAIRと「宇宙戦艦ヤマト」参加。
9月1日 『ハモネプチャンピオンズCD』参加
2015年6月9日、奥村が顔面右側に有棘細胞癌を発病し、病巣切除手術を行ったことを公式サイトで報告をした。暫くは治療に専念するため休養する旨を明かし、その間のグループのライブ活動は、サポートメンバーを迎えるなどして継続する方針であるという。
2020年6月、奥村が、4回の入院、5回の手術、5年の通院を経て、腫瘍外来を無事完了したことを報告。
2021年12月19日、デビュー20周年を迎る。同日デビューであるRAG FAIRと、一夜限りのコラボライブ『RAGFAIR&INSPi 20 周年感謝 LIVE ～Love is here～』を東京・Zepp Hanedaで開催。

## 出演

### ウェブ配信番組

#### レギュラー
- YouTube「INSPiのそれゆけペラリーマン」（2019年6月11日～現在。隔週放送）

- LINE LIVE「アカペラグループINSPiのそれゆけペラリーマン」（2016年11月1日～2019年8月20日）
2016年10月18日の放送で番組スタートを発表。
2019年6月11日の放送からYouTubeと同時放送をスタート、その後YouTubeに完全移行。

## ディスコグラフィー

### シングル
| 発売日         | タイトル                     | 収録曲 | 備考                                          |
| -------------- | ---------------------------- | --- | --------------------------------------------- |
| 2001年12月19日 | Cicada's Love Song           | 1. Cicada's Love Song[4:30] 作詞・作曲：杉田篤史／編曲：INSPi・Kenjiro Okada 2. 通りすぎた雨のあとで[3:04] 作詞作曲：INSPi／編曲：INSPi・Kenjiro Okada 3. 花～すべての人の心に花を～ FLOWERS FOR YOUR HEART[4:48] 作詞・作曲：喜納昌吉／編曲：INSPi・Kenjiro Okada 4. Cicada's Love Song LessonTrack(杉田)[4:31] 5. Cicada's Love Song LessonTrack(大倉)[4:30] 6. Cicada's Love Song LessonTrack(北)[4:30] 7. Cicada's Love Song LessonTrack(塚田)[4:32] 8. 通りすぎた雨のあとで LessonTrack(杉田)[3:01] 9. 通りすぎた雨のあとで LessonTrack(大倉)[3:01] 10. 通りすぎた雨のあとで LessonTrack(北)[3:01] 11. 通りすぎた雨のあとで LessonTrack(塚田)[2:58] | UNIVERSAL-MUSIC所属。 オリコン25位            |
| 2002年2月27日  | 月に願う～旅立つ夜に～       | 1. 月に願う～旅立つ夜に～[4:53] 作詞・作曲：杉田篤史／編曲：中村哲／編曲：INSPi 2. イッショウケンメイ。[1:59] 作詞：秋元康／作曲：櫻井真一／編曲：Kenjiro Okada・INSPi 3. 月に願う～旅立つ夜に～〔back track〕[4:50] | オリコン75位                                  |
| 2002年5月22日  | 風になりたい VENTO DE AMOR   | 1. 風になりたい VENTO DE AMOR[4:00] 作詞・作曲：宮沢和史／編曲：中村哲・INSPi 2. I do (オリジナルヴァージョン)[4:21] 作詞・作曲：INSPi・岡田健次良／編曲：中村哲・INSPi 3. I do (Backing Track)[4:17] | オリコン32位                                  |
| 2002年11月20日 | ちっぽけなボクにできること   | 1. ちっぽけなボクにできること[4:06] 作詞：大倉智之・杉田篤史・グ・スーヨン／作曲：宮沢和史／編曲：幾見雅博・INSPi 2. きみをおいてけぼりにしたから[4:10] 作詞・作曲：杉田篤史／編曲：幾見雅博・INSPi | オリコン77位                                  |
| 2003年4月23日  | 咲桜～さくら～               | 1. 咲桜～さくら～[4:05] 作詞：大倉智之、グ・スーヨン／作曲：大倉智之／編曲：幾見雅博・INSPi 2. 伝えられなかった LOVE STORY[4:14] 作曲：グ・スーヨン／作曲・幾見雅博／編曲：幾見雅博・INSPi | オリコン35位                                  |
| 2003年7月30日  | 翼～つばさ～                 | 1. 翼～つばさ～[4:18] 作詞：長渕剛／作曲：杉田篤史／編曲：幾見雅博・INSPi 2. 陽炎[5:22] 作詞：尾上文／作曲：田村直樹／編曲：幾見雅博・INSPi | オリコン60位                                  |
| 2004年3月26日  | この星の子守唄               | 1. この星の子守唄 作詞：大倉智之・塚田陽／作曲：塚田陽 | これよりpure musicへ移籍                      |
| 2005年3月5日   | インスピ限定盤               | 1. 恋のバカンス 2. そして僕は途方に暮れる 3. Dear You | 限定シングル                                  |
| 2006年11月1日  | 粉雪/雨音にきみを想う        | 1. 粉雪[4:55] 作詞・作曲：奥村伸二／編曲：本間昭光 2. 雨音にきみを想う[5:16] 作詞・作曲：奥村伸二／編曲：本間昭光 3. メロディー[4:36] 作詞・作曲：奥村伸二／編曲：本間昭光 | 東芝EMI移籍第一弾 両A面シングル オリコン128位 |
| 2010年3月21日  | さくら咲く                   | 1. さくら咲く[5:22] 作詞：江原啓之／作曲：杉田篤史／編曲：光田健一 2. ありがとうのこと[5:23] 作詞・作曲・編曲：光田健一 |                                               |
| 2016年1月6日   | エンターテイナー             | 1. エンターテイナー[2:48] 作詞・作曲：大倉智之／編曲：吉田圭介 2. ドミソはハーモニー [2:23] 作詞作曲：大倉智之／編曲：吉田圭介 3. あなたの声[4:18] 作詞：三代澤康司(ABCアナウンサー)／作曲：杉田篤史／編曲：吉田圭介 4. 夏祭り/with Daichi[3:05] 作詞・作曲：破矢ジンタ／編曲：吉田圭介 5. 初音ミクの消失[1:40] 作詞・作曲：cosMo@暴走P／編曲：吉田圭介 |                                               |
|                | ひとりじゃない／ちいさな勲章 | 1. ひとりじゃない[4:03] 作詞・作曲：杉田篤史／編曲：杉田篤史・吉田圭介 2. ちいさな勲章[5:43] 作詞・作曲：杉田篤史／編曲：杉田篤史・吉田圭介 |                                               |
| 2020年11月27日 | All right                    | 1. All right! 作詞・作曲：杉田篤史／編曲：吉田圭介 2. シュラバ★ラ★バンバ feat.Daichi 作詞・作曲：桑田佳祐／編曲：吉田圭介 feat.Daichi |                                               |

### 配信シングル
| 発売日        | タイトル                 | 収録曲 | 備考                               |
| ------------- | ------------------------ | --- | ---------------------------------- |
| 2007年2月21日 | この木なんの木           | 1. この木なんの木 作詞：伊藤アキラ／作曲：小林亜星／編曲：小林亜星・本間昭光                                                                |                                    |
| 2007年5月23日 | シャボン玉               | 1. シャボン玉 作詞・作曲：大倉智之／編曲：本間昭光                                                                                          |                                    |
| 2007年8月22日 | 素直記念日               | 1. 素直記念日 作詞：大倉智之・奥村伸二／作曲：本間昭光／編曲：本間昭光                                                                      |                                    |
| 2017年2月28日 | ワン                     | 1. ワン 作詞・作曲・編曲：北剛彦 | 第33回日本平桜マラソンテーマソング |
| 2021年11月3日 | 20/20 ～あなた キミ 僕～ | 1. 20/20 ～あなた キミ 僕～ 作詞・作曲：杉田篤史・土屋礼央／編曲：吉田圭介 2. 今しか言えない 作詞・作曲：杉田篤史／編曲：吉田圭介・引地洋輔 | RAG FAIRと共作                     |

### アルバム
| 発売日          | タイトル                 | 収録曲 | 備考                               |
| --------------- | ------------------------ | --- | ---------------------------------- |
| 2002年6月26日   | inspiritual voices       | 1. intro ~inspiritual voices~ 作曲：INSPi／編曲：INSPi 2. 通りすぎた雨のあとで[3:03] 作詞・作曲：INSPi／編曲：INSPi＆Kenjiro Okada 3. what's my life?[3:29] 作詞・作曲：INSPi＆Kenjiro Okada／編曲：Kimihiro Sadakuni＆INSPi 4. Cicada's Love Song[4:30] 作詞・作曲：Atsushi Sugita／編曲：INSPi＆Kenjiro Okada 5. MOVE ON[3:16] 作詞・作曲：INSPi＆Kenjiro Okada／編曲：Kimihiro Sadakuni＆INSPi 6. You never know how much I love you[3:43] 作詞・作曲：INSPi＆Kenjiro Okada／編曲：Kimihiro Sadakuni＆INSPi 7. I do (original version)[4:20] 作詞・作曲：INSPi＆Kenjiro Okada／編曲：Satoshi Nakamura＆INSPi 8. 月に願う (original version)[4:53] 作詞・作曲：Atsushi Sugita／編曲：Satoshi Nakamura＆INSPi 9. 風になりたい ~VENTO DE AMOR~[4:05] 作詞・作曲：Kazufumi Miyazawa／編曲：Satoshi Nakamura＆INSPi 10. Love is there [bonus track][5:22] 作詞・作曲：INSPi＆RAG FAIR／編曲：Masahiro Ikumi 11. 月に願う 〜旅立つ夜に〜 (acappella version) [bonus track][4:58]                                                                                               | オリコン58位                       |
| 2003年8月27日   | Va Li Ha Li Ha           | 1. 翼 ～つばさ～[4:14] 作詞：長渕剛／作曲：杉田篤史／編曲：幾見雅博、INSPi 2. 50センチ2ミリくらい[3:43] 作詞：杉田篤史、グ・スーヨン／作曲：杉田篤史／編曲：幾見雅博・INSPi 3. スコップ[4:50] 作詞・作曲：奥村伸二／編曲：幾見雅博・INSPi 4. 伝えられなかったLOVE STORY[4:15] 作詞：グ・スーヨン／作曲：幾見雅博／編曲：幾見雅博・INSPi 5. ちっぽけなボクにできること[4:07] 作詞：大倉智之、杉田篤史、グ・スーヨン／作曲：宮沢和史／編曲：幾見雅博・INSPi 6. 丘[3:42] 作詞：杉田篤史、北剛彦／作曲：杉田篤史／編曲：幾見雅博・INSPi 7. キミをおいてけぼりにしたから[4:12] 作詞・作曲：杉田篤史／編曲：幾見雅博・INSPi 8. 陽炎[5:26] 作詞：尾上文／作曲：田村直樹／編曲：幾見雅博・INSPi 9. 咲桜 〜さくら〜[4:03] 作詞：大倉智之、グ・スーヨン／作曲：大倉智之／編曲：幾見雅博・INSPi 10. Va Li Ha Li Ha[4:31] 作詞：大倉智之、杉田篤史／作曲：大倉智之、塚田陽／編曲：幾見雅博・INSPi | オリコン70位                       |
| 2004年9月22日   | インスピ浪漫             | 1. エニャコラ[3:34] 作詞・作曲：大倉智之／編曲：INSPi・貞國公洋 2. この星の子守唄[4:29] 作詞：大倉智之・塚田陽／作曲：塚田陽／編曲：INSPi・貞國公洋 3. 青[4:11] 作詞・作曲：奥村伸二／編曲：INSPi・貞國公洋 4. ありがとう がんばろう[3:35] 作詞・作曲：大倉智之／編曲：INSPi・貞國公洋 5. あなた[3:00] 作詞・作曲：杉田篤史／編曲：INSPi・貞國公洋 6. 星しるべ[4:17] 作詞：北剛彦／作曲：塚田陽／編曲：INSPi・貞國公洋 7. 僕の右手[4:13] 作詞・作曲：大倉智之／編曲：INSPi・貞國公洋 | ミニアルバム オリコン196位         |
| 2005年4月27日   | インスピ・復刻盤         | 1. そして僕は途方に暮れる[4:03] 2. 木綿のハンカチーフ[3:44] 3. 君といつまでも[2:58] 4. 恋のバカンス[2:50] 5. 夏の終わりのハーモニー[4:19] 6. 夢を信じて[4:28] 7. Close To You[3:02] | オールカバーアルバム オリコン208位 |
| 2005年10月19日  | インスピ・復刻盤２       | 1. ハートのエースが出てこない[3:08] 2. グッド・バイ・マイ・ラブ[3:14] 3. 恋人もいないのに[3:26] 4. 戦争を知らない子供たち[3:02] 5. まちぶせ[3:04] 6. さよなら[4:36] 7. Last Christmas[4:10] | オールカバーアルバム               |
| 2006年5月31日   | インスピ・復刻盤3        | 1. 浪漫飛行[3:59] 2. 青春の影[3:15] 3. 想い出がいっぱい[3:47] 4. My Revolution[4:13] 5. 未来予想図II[5:27] | オールカバーアルバム               |
| 2007年11月13日  | この歌だれの歌氣になる歌 | 1. 粉雪[4:53] 作詞・作曲：奥村伸二／編曲：本間昭光 2. 素直記念日[4:43] 作詞：大倉智之・奥村伸二／作曲：本間昭光／編曲：本間昭光 3. Sunday Sunshine[4:52] 作詞：大倉智之・吉田圭介／作曲：吉田圭介／編曲：本間昭光 4. ダブルアンコール[3:38] 作詞・作曲：大倉智之／編曲：本間昭光 5. シャボン玉[4:34] 作詞・作曲：大倉智之／編曲：本間昭光 6. この木なんの木[3:11] 作詞：伊藤アキラ／作曲：小林亜星／編曲：小林亜星・本間昭光 7. 休日の王様[4:00] 作詞：奥村伸二・北剛彦／作曲：奥村伸二・和乃弦／編曲：本間昭光 8. 雨音にきみを想う[5:13] 作詞・作曲：奥村伸二／編曲：本間昭光 9. サラバ涙[3:52] 作詞・作曲：大倉智之／編曲：本間昭光 10. グラジオラス[4:40] 作詞：大倉智之・杉田篤史／作曲：杉田篤史／編曲：本間昭光 11. 遥かなる青春[2:32] 作詞：杉田篤史／作曲：Ludwig van Beethoven・杉田篤史／編曲：本間昭光 | オリコン133位                      |
| 2008年11月28日  | A Cappella X'mas         | 1. Santa Claus Is Coming to Town [2:38] 編曲：北剛彦 2. silent night [3:20] 編曲：吉田圭介 3. 冬のファンタジー[4:52] 編曲：吉田圭介 4. いつかのメリークリスマス[5:22] 編曲：奥村伸二 5. Amazing Grace[3:55] 編曲：北剛彦 6. WHITE CHRISTMAS[4:06] 編曲：吉田圭介 7. Hark! The Herald Angels Sing[3:04] 編曲：吉田圭介 8. Merry Christmas Mr. Lawrence (戦場のメリークリスマス)[3:25] 編曲：北剛彦 9. カウントダウン・クリスマス [3:57] 作詞・作曲：大倉智之 10. 家族という星座[4:44] 作詞：杉田篤史／作曲：杉田篤史 佐藤ひろのすけ |                                    |
| 2009年7月4日    | インスピ特薦盤           | 1. 蘇州夜曲 2. 木綿のハンカチーフ 3. 咲桜～さくら～ (2009 Version) 作詞：大倉智之 グ・スーヨン／作曲：大倉智之 4. わらべ唄メドレー 5. 恋のバカンス 6. 野に咲く花のように 7. 夢を信じて 8. 銀河鉄道999～THE GALAXY EXPRESS 9. 月に願う (2009 Version) 作詞・作曲：杉田篤史 10. VaLiHaLiHa (2009 Version) 作詞：大倉智之・杉田篤史／作曲：大倉智之・塚田陽 |                                    |
| 2011年12月7日   | ありがとうでつながろう   | 1. 風になりたい 作詞・作曲：宮沢和史 2. Cicada's love song 作詞・作曲：杉田篤史 3. この星の子守唄 作詞：大倉智之 塚田陽／作曲：塚田陽 4. ちっぽけなボクにできること～with宮沢和史～ 作詞：大倉智之 杉田篤史 グ・スーヨン／作曲：宮沢和史 5. グラジオラス 作詞：大倉智之 杉田篤史／作曲：杉田篤史 6. ありがとうがんばろう 作詞・作曲：大倉智之 7. この木なんの木 作詞：伊藤アキラ／作曲：小林亜星 8. 家族という星座 作詞：杉田篤史／作曲：杉田篤史 佐藤ひろのすけ 9. 翼～つばさ～ 作詞：長渕剛／作曲：杉田篤史 10. こえともだち 作詞・作曲：吉田圭介 11. 大切な人よ 作詞・作曲：杉田篤史 12. 遥かなる青春~withボニージャックス～ 作詞：杉田篤史／作曲：Ludwig van Beethoven・杉田篤史 13. ありがとうのこと 作詞・作曲：光田健一 |                                    |
| ２012年11月21日 | 日本のココロ歌           | 1. 竹田の子守歌 2. 旅人よ 3. 若いってすばらしい 4. ゆりかごのうた 5. 東京ブギウギ 6. 冬景色 7. さくらさくら 8. お祭りマンボ 9. 手のひらを太陽に 10. あるこう 作詞：吉田圭介・大倉智之／作曲：吉田圭介 |                                    |
| 2014年8月6日    | インスピ浪漫2            | 1. かざぐるま [4:48] 作詞・作曲：大倉智之／編曲：吉田圭介 2. MANY! [3:55] 作詞・作曲・編曲：大倉智之 3. エサホイ [4:26] 作詞・作曲・編曲：大倉智之 4. 滑走路 [3:16] 作詞・作曲：杉田篤史／編曲：杉田篤史・吉田圭介 5. ドンと来い！ [1:26] 作詞・作曲・編曲：北剛彦 6. good [4:21] 作詞・作曲：杉田篤史／編曲：吉田圭介 7. ネバギビラ [3:03] 作詞：奥村伸二・大倉智之／作曲・編曲：奥村伸二 8. ココロの根っこ～Akar Hati～ [4:28] 作詞・編曲：大倉智之／作曲：大倉智之・杉田篤史 |                                    |
| ２019年7月6日   | ペラタゴニスタ           | 1. ヒーロー 作詞：奥村伸二・杉田篤史／作曲：杉田篤史／編曲：杉田篤史 2. うつくしい花となれ 作詞：杉田篤史／作曲：岡田健次良／編曲：吉田圭介 3. ドミソはハーモニー 作詞・作曲：大倉智之／編曲：吉田圭介 4. Sweet Harmony 作詞：杉田篤史／作曲：吉田圭介／編曲：吉田圭介 5. 白雨の故郷 作詞・作曲：奥村伸二／編曲：吉田圭介 6. のむらのうた～がんばってみるけん 応援してやなぁ～ 作詞・作曲：野村の子どもたちと杉田篤史／編曲：吉田圭介 7. 半ズボンの恋の物語 作詞・作曲・編曲：大倉智之 8. ワン 作詞・作曲・編曲：北剛彦 9. ひとりじゃない 作詞・作曲：杉田篤史／編曲：吉田圭介・杉田篤史 10. パラボラ 作詞：大倉智之／作曲：佐藤ひろのすけ／編曲：佐藤ひろのすけ・吉田圭介 11. エンターテイナー 作詞・作曲：大倉智之／編曲：吉田圭介 12. 拝啓、あの頃の僕へ 作詞・作曲：杉田篤史／編曲：吉田圭介 13. アイシテル 作詞・作曲・編曲：渡辺崇文 14. ちいさな勲章 作詞・作曲：杉田篤史／編曲：杉田篤史・吉田圭介 15. ステキな関係 作詞：湯原玲奈／作曲：杉田篤史／編曲：吉田圭介 16. （Bonus Track）ドットライナー dot dot dot！！！ 作詞・作曲：杉田篤史・北剛彦／編曲：吉田圭介 |                                    |
| 2020年8月15日   | INSPi Acappella Covers   | 1. 君の名は希望 2. ぼくらが旅に出る理由 3. DRAGON NIGHT 4. SCATMAN (SKI-BA-BOP-BA-DOP-BOP) feat.Daichi 5. TRY EVERYTHING 6. 一年生になったら 7. 青春フォトグラフ 8. 初音ミクの消失 9. セカオワメドレー feat.Daichi 10. 前前前世 11. SHAKE IT OFF 12. HOT STUFF feat.Daichi 13. ルパン三世のテーマ 14. 海の声 15. DANCE DANCE DANCE 16. MONKEY MAGIC 17. FAITH 18. 希空～まれぞら～ |                                    |
| 2022年12月1日   | 星雲                     | 1. 星雲 2. Winter Clap 3. Whiz-Whiz-Whiz! 4. Danny Boy 5. HAPPY HANDS |                                    |

### DVD
1. INSPi SINGLES Vol.1（2003年11月26日）オリコン155位
2. インスピ常夏盤〜マウイでエニャコラ〜（2005年11月1日）
3. INSPi Cafe Vol.37 LIQUIDROOM Ebisu April 16th 2006（2006年7月1日）
4. INSPi LIVE 2006.11.5 渋公だョ!全員集合（2007年2月21日）
5. INSPi cafe Vol.38～祝・復活!38!サンバ!Samba!～（2008年）
6. ありがとうでつながろうLIVE～10周年記念日～（2012年）

### 参加作品
| 発売日        | タイトル                                                                        | 参加楽曲 | 備考                                            |
| ------------- | ------------------------------------------------------------------------------- | --- | ----------------------------------------------- |
| 2002年11月6日 | X'mas Party!                                                                    | 2.Beautiful/INSPi 作詞・作曲：杉田篤史／編曲：貞國公洋＆INSPi 4.恋人がサンタクロース/INSPi 作詞・作曲：松任谷由実／編曲：貞國公洋＆INSPi 7.Happy X'mas (War Is Over)/INSPi 作詞・作曲：John Lennon Winston・Yoko Lennon Ono／編曲：Kimihiro Sadakuni＆INSPi | RAG FAIR、チン☆パラとのコンピレーションアルバム |
| 2003年5月1日  | 長渕剛「しあわせになろうよ」                                                    | 2.しあわせになろうよ＜アカペラ・バージョン＞ |                                                 |
| 2004年2月25日 | DISCOVER THE SONGS 1+1 J-STANDARDS                                              | 2-7.風になりたい～VENTO DE AMOR～ |                                                 |
| 2004年8月25日 | 甲斐バンド＆甲斐よしひろ グレイト・トリビュート・コレクション〜グッドフェローズ | 10.破れたハートを売り物に |                                                 |
| 2008年3月12日 | sakura songs 2                                                                  | 8.咲桜～さくら～ |                                                 |
| 2008年3月19日 | J-POP ベストヒットカヴァー                                                      | 12.風になりたい〜VENT DE AMOR〜 |                                                 |
| 2009年1月18日 | Japanese Standard Songs 2                                                       | 11.Seishun No Kage=青春の影 |                                                 |
| 2010年7月14日 | 歌鬼３～阿久悠×青春のハーモニー～                                               | 3.五番街のマリーへ 9.宇宙戦艦ヤマト(RAG FAIR&INSPi) |                                                 |
| 2010年9月1日  | ハモネプ チャンピオンズCD                                                       | 11.桜(けい／ゆーだい／INSPi) 14.あなたといれば(RAG FAIR／INSPi／ハモネプオールスターズ) |                                                 |
| 2019年5月29日 | 美空ひばりトリビュートRespect HIBARI -30 years from 1989-                       | 6.お祭りマンボ |                                                 |